# Kosta revir
Kosta revir var ett skogsförvaltningsområde inom Smålands överjägmästardistrikt, Kronobergs län, som omfattade av Uppvidinge härad Ekeberga, Lenhovda, Älghults, Algutsboda, Hälleberga och Herråkra socknar; av Konga härad Hovmantorps, Långasjö, Nöbbele, Linneryds, Älmeboda och Ljuders socknar liksom den inom Furuby socken belägna delen av kronoparken Heda. Reviret, som var indelat i fem bevakningstrakter, omfattade en areal av 18 126 hektar allmänna skogar (1920), varav åtta kronoparker med sammanlagt 13 145 hektar areal.